# 24 Heures du Mans 1985
Navigation
Édition précédente Édition suivante
Les 24 Heures du Mans 1985 sont la 53e édition de l'épreuve et se déroulent les 15 et 16 juin 1985 sur le circuit de la Sarthe. Cette course est la quatrième manche du Championnat du monde des voitures de sport 1985 (WSC - World Sportscar Championship).
Elle voit de nouveau Porsche s'imposer (comme c'est le cas depuis 1981) avec pour la seconde fois consécutive l'équipe Joest Racing. Face aux Porsche 962C officielles, l'équipe privée parvient à s'imposer notamment grâce à une gestion de la consommation et une stratégie de course intelligente. Dès le départ, la "course à la consommation" est lancée et les pilotes essaient de gérer leur carburant le mieux possible. À ce jeu, Joest Racing s'impose.

## Nombre de pilotes qualifiés pour la course
152 pilotes se qualifient pour la cinquante-troisième édition de ces 24 Heures du Mans mais ce sont 144 d'entre eux qui prendront le départ de l'épreuve à la suite du retrait de trois voitures. Comme l'an passé, Margie Smith-Haas est la seule femme au départ de la course.
| 37 Français | 32 Britanniques | 13 Italiens | 11 Allemands  | 11 Américains   |
| 9 Belges    | 9 Suisses       | 7 Japonais  | 3 Australiens | 3 Autrichiens   |
| 3 Irlandais | 3 Sud-Africains | 2 Danois    | 2 Suédois     | 1 Argentin      |
| 1 Canadien  | 1 Colombien     | 1 Espagnol  | 1 Marocain    | 1 Néo-Zélandais |
| 1 Norvégien |                 |             |               |                 |

## Déroulement de la course

### Classements intermédiaires
| Pos. | Après la 1re heure | Après la 1re heure                                                                     | Après 6 heures | Après 6 heures                                                                         | Après 12 heures | Après 12 heures                                                                        | Après 18 heures | Après 18 heures                                                                        |
| Pos. | n°                 | Voiture / Pilotes                                                                      | n°             | Voiture / Pilotes                                                                      | n°              | Voiture / Pilotes                                                                      | n°              | Voiture / Pilotes                                                                      |
| ---- | ------------------ | -------------------------------------------------------------------------------------- | -------------- | -------------------------------------------------------------------------------------- | --------------- | -------------------------------------------------------------------------------------- | --------------- | -------------------------------------------------------------------------------------- |
| 1    | 33                 | John Fitzpatrick Racing Porsche 956 (C1) Gartner - Hobbs - Edwards                     | 7              | New Man-Joest Racing ( Joest Racing) Porsche 956 (C1) Ludwig - Barilla - Winter        | 7               | New Man-Joest Racing ( Joest Racing) Porsche 956 (C1) Ludwig - Barilla - Winter        | 7               | New Man-Joest Racing ( Joest Racing) Porsche 956 (C1) Ludwig - Barilla - Winter        |
| 2    | 14                 | Canon-Gti Racing ( Richard Lloyd Racing) Porsche 956 (C1) Palmer - Weaver - Lloyd (en) | 14             | Canon-Gti Racing ( Richard Lloyd Racing) Porsche 956 (C1) Palmer - Weaver - Lloyd (en) | 3               | Rothmans Porsche Porsche 962C (C1) Holbert - Schuppan - Watson                         | 14              | Canon-Gti Racing ( Richard Lloyd Racing) Porsche 956 (C1) Palmer - Weaver - Lloyd (en) |
| 3    | 18                 | Brun Motorsport Porsche 956 (C1) Sigala - Larrauri - Tarquini                          | 4              | Martini Lancia (Dallara) LC2 (C1) Wollek - Nannini - Cesario                           | 18              | Brun Motorsport Porsche 956 (C1) Sigala - Larrauri - Tarquini                          | 18              | Brun Motorsport Porsche 956 (C1) Sigala - Larrauri - Tarquini                          |
| 4    | 26                 | Obermaier Racing Team Porsche 956 (C1) Lässig - Pareja - Regout                        | 18             | Brun Motorsport Porsche 956 (C1) Sigala - Larrauri - Tarquini                          | 4               | Martini Lancia (Dallara) LC2 (C1) Wollek - Nannini - Cesario                           | 2               | Rothmans Porsche Porsche 962C (C1) Bell - Stuck                                        |
| 5    | 66                 | EMKA Racing EMKA C84/1 (C1) Needell - O'Rourke - Faure                                 | 2              | Rothmans Porsche Porsche 962C (C1) Bell - Stuck                                        | 14              | Canon-Gti Racing ( Richard Lloyd Racing) Porsche 956 (C1) Palmer - Weaver - Lloyd (en) | 3               | Rothmans Porsche Porsche 962C (C1) Holbert - Schuppan - Watson                         |

### Classement final de la course

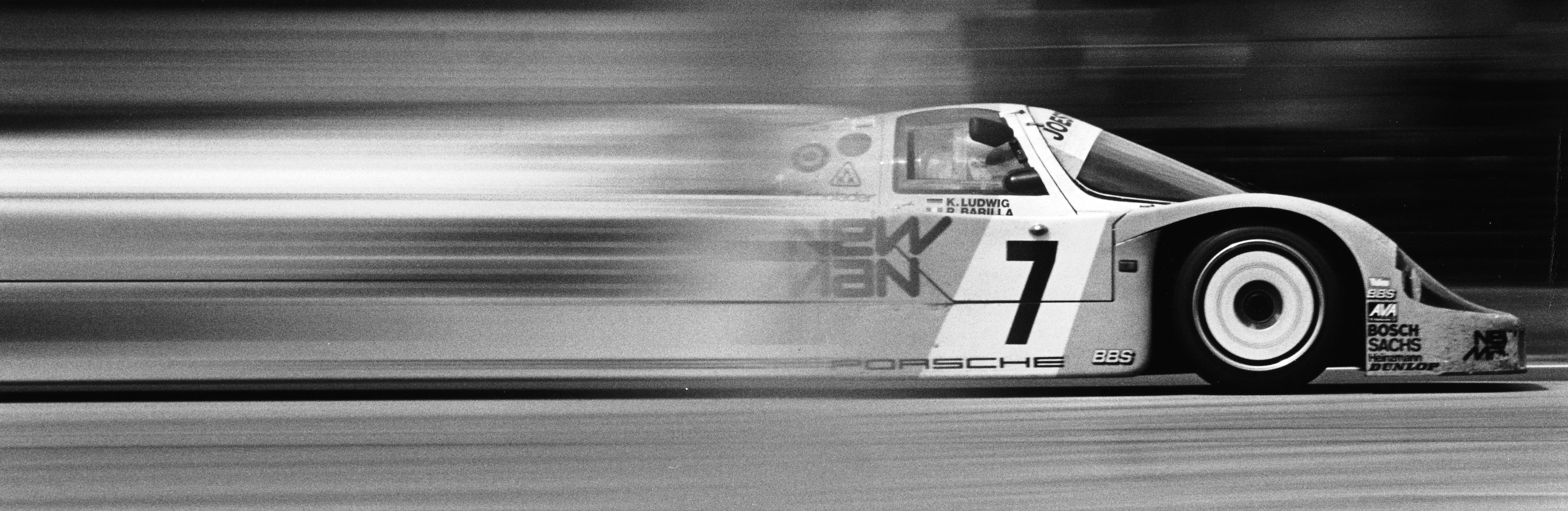
La Porsche 956 ayant remporté les 24 Heures du Mans.

Voici le classement officiel au terme des 24 heures de course.
- Les vainqueurs de chaque catégorie sont signalés par un fond jauni.
- Pour la colonne Pneus, il faut passer le curseur au-dessus du modèle pour connaître le manufacturier de pneumatiques.

| Pos.  | Catégorie | N°  | Concurrent (Ecurie si différent du concurrent) | Pilotes                                                           | Châssis                            | Pneus | Tours |
| Pos.  | Catégorie | N°  | Concurrent (Ecurie si différent du concurrent) | Pilotes                                                           | Moteur                             | Pneus | Tours |
| ----- | --------- | --- | ---------------------------------------------- | ----------------------------------------------------------------- | ---------------------------------- | ----- | ----- |
| 1     | C1        | 7   | New Man-Joest Racing ( Joest Racing)           | Klaus Ludwig Paolo Barilla John Winter                            | Porsche 956                        | D     | 373   |
| 1     | C1        | 7   | New Man-Joest Racing ( Joest Racing)           | Klaus Ludwig Paolo Barilla John Winter                            | Porsche Type-935 2.6L Turbo Flat-6 | D     | 373   |
| 2     | C1        | 14  | Canon-Gti Racing ( Richard Lloyd Racing)       | Jonathan Palmer James Weaver Richard Lloyd (en)                   | Porsche 956                        | G     | 370   |
| 2     | C1        | 14  | Canon-Gti Racing ( Richard Lloyd Racing)       | Jonathan Palmer James Weaver Richard Lloyd (en)                   | Porsche Type-935 2.6L Turbo Flat-6 | G     | 370   |
| 3     | C1        | 2   | Rothmans Porsche                               | Derek Bell Hans-Joachim Stuck                                     | Porsche 962C                       | D     | 366   |
| 3     | C1        | 2   | Rothmans Porsche                               | Derek Bell Hans-Joachim Stuck                                     | Porsche Type-935 2.6L Turbo Flat-6 | D     | 366   |
| 4     | C1        | 33  | John Fitzpatrick Racing                        | Jo Gartner David Hobbs Guy Edwards                                | Porsche 956                        | Y     | 365   |
| 4     | C1        | 33  | John Fitzpatrick Racing                        | Jo Gartner David Hobbs Guy Edwards                                | Porsche Type-935 2.6L Turbo Flat-6 | Y     | 365   |
| 5     | C1        | 10  | Porsche Kremer Racing                          | Mario Hytten George Fouché Sarel van der Merwe                    | Porsche 956                        | G     | 360   |
| 5     | C1        | 10  | Porsche Kremer Racing                          | Mario Hytten George Fouché Sarel van der Merwe                    | Porsche Type-935 2.6L Turbo Flat-6 | G     | 360   |
| 6     | C1        | 4   | Martini Lancia                                 | Bob Wollek Alessandro Nannini Lucio Cesario                       | Lancia (Dallara) LC2               | M     | 359   |
| 6     | C1        | 4   | Martini Lancia                                 | Bob Wollek Alessandro Nannini Lucio Cesario                       | Ferrari 308C 3.0L Turbo V8         | M     | 359   |
| 7     | C1        | 5   | Martini Lancia                                 | Henri Pescarolo Mauro Baldi                                       | Lancia (Dallara) LC2               | M     | 357   |
| 7     | C1        | 5   | Martini Lancia                                 | Henri Pescarolo Mauro Baldi                                       | Ferrari 308C 3.0L Turbo V8         | M     | 357   |
| 8     | C1        | 26  | Obermaier Racing Team                          | Jürgen Lässig Jésus Pareja Hervé Regout                           | Porsche 956                        | G     | 356   |
| 8     | C1        | 26  | Obermaier Racing Team                          | Jürgen Lässig Jésus Pareja Hervé Regout                           | Porsche Type-935 2.6L Turbo Flat-6 | G     | 356   |
| 9     | C1        | 11  | Porsche Kremer Racing                          | Jean-Pierre Jarier Mike Thackwell Franz Konrad                    | Porsche 962C                       | G     | 355   |
| 9     | C1        | 11  | Porsche Kremer Racing                          | Jean-Pierre Jarier Mike Thackwell Franz Konrad                    | Porsche Type-935 2.6L Turbo Flat-6 | G     | 355   |
| 10    | C1        | 1   | Rothmans Porsche                               | Jacky Ickx Jochen Mass                                            | Porsche 962C                       | D     | 347   |
| 10    | C1        | 1   | Rothmans Porsche                               | Jacky Ickx Jochen Mass                                            | Porsche Type-935 2.6L Turbo Flat-6 | D     | 347   |
| 11    | C1        | 66  | EMKA Racing                                    | Tiff Needell Steve O'Rourke Nick Faure (en)                       | EMKA C84/1                         | D     | 337   |
| 11    | C1        | 66  | EMKA Racing                                    | Tiff Needell Steve O'Rourke Nick Faure (en)                       | Aston Martin-Tickford 5.3L V8      | D     | 337   |
| 12    | C1        | 36  | Toyota Tom's Team                              | Satoru Nakajima Masanori Sekiya Kaoru Hoshino                     | Tom's (Dome) 85C                   | B     | 329   |
| 12    | C1        | 36  | Toyota Tom's Team                              | Satoru Nakajima Masanori Sekiya Kaoru Hoshino                     | Toyota 4T-GT 2.1L Turbo I4         | B     | 329   |
| 13    | GTP       | 44  | Group 44-Jaguar                                | Bob Tullius Chip Robinson Claude Ballot-Léna                      | Jaguar XJR-5                       | G     | 323   |
| 13    | GTP       | 44  | Group 44-Jaguar                                | Bob Tullius Chip Robinson Claude Ballot-Léna                      | Jaguar 6.0L V12                    | G     | 323   |
| 14    | C2        | 70  | Spice Tiga Team ( Spice Engineering)           | Gordon Spice Ray Bellm Mark Galvin (en)                           | Tiga GC85                          | A     | 311   |
| 14    | C2        | 70  | Spice Tiga Team ( Spice Engineering)           | Gordon Spice Ray Bellm Mark Galvin (en)                           | Ford Cosworth DFL 3.3L V8          | A     | 311   |
| 15    | B         | 151 | Helmut Gall                                    | Edgar Dören Martin Birrane (en) Jean-Paul Libert (de)             | BMW M1                             | A     | 306   |
| 15    | B         | 151 | Helmut Gall                                    | Edgar Dören Martin Birrane (en) Jean-Paul Libert (de)             | BMW M88 3.5L I6                    | A     | 306   |
| 16    | C2        | 75  | ADA Engineering                                | Ian Harrower Steve Earle John Sheldon                             | Gebhardt JC843                     | A     | 298   |
| 16    | C2        | 75  | ADA Engineering                                | Ian Harrower Steve Earle John Sheldon                             | Ford Cosworth DFL 3.3L V8          | A     | 298   |
| 17    | C1        | 42  | WM-Peugeot                                     | Michel Pignard Jean-Daniel Raulet Jean Rondeau                    | WM P83B                            | M     | 298   |
| 17    | C1        | 42  | WM-Peugeot                                     | Michel Pignard Jean-Daniel Raulet Jean Rondeau                    | Peugeot PRV 2.6L Turbo V6          | M     | 298   |
| 18    | C1        | 39  | Bussi Racing                                   | Bruno Sotty Jean-Claude Justice Patrick Oudet                     | Rondeau M382                       | D     | 290   |
| 18    | C1        | 39  | Bussi Racing                                   | Bruno Sotty Jean-Claude Justice Patrick Oudet                     | Ford Cosworth DFL 3.3L V8          | D     | 290   |
| 19    | C2        | 86  | Mazdaspeed Co. Ltd.                            | David Kennedy Philippe Martin Jean-Michel Martin                  | Mazda 737C                         | D     | 282   |
| 19    | C2        | 86  | Mazdaspeed Co. Ltd.                            | David Kennedy Philippe Martin Jean-Michel Martin                  | Mazda 13B 1.3L 2-Rotor             | D     | 282   |
| 20    | C1        | 13  | Primagaz ( Courage Compétition)                | Yves Courage Alain de Cadenet Jean-François Yvon                  | Cougar C12                         | M     | 278   |
| 20    | C1        | 13  | Primagaz ( Courage Compétition)                | Yves Courage Alain de Cadenet Jean-François Yvon                  | Porsche Type-935 2.6L Turbo Flat-6 | M     | 278   |
| 21    | C2        | 99  | Roy Baker-Ford                                 | Paul Smith (en) Will Hoy Nick Nicholson                           | Tiga GC285                         | A     | 273   |
| 21    | C2        | 99  | Roy Baker-Ford                                 | Paul Smith (en) Will Hoy Nick Nicholson                           | Ford Cosworth BDT 1.7L Turbo I4    | A     | 273   |
| 22    | C1        | 34  | Kreepy Krauly Racing                           | Graham Duxbury Christian Danner Almo Coppelli                     | March 85G                          | Y     | 269   |
| 22    | C1        | 34  | Kreepy Krauly Racing                           | Graham Duxbury Christian Danner Almo Coppelli                     | Porsche Type-935 2.6L Turbo Flat-6 | Y     | 269   |
| 23    | C2        | 95  | Roland Bassaler                                | Roland Bassaler Dominique Lacaud Yvon Tapy                        | Sauber SHS C6                      | A     | 267   |
| 23    | C2        | 95  | Roland Bassaler                                | Roland Bassaler Dominique Lacaud Yvon Tapy                        | BMW M88 3.5L I6                    | A     | 267   |
| 24    | C2        | 85  | Mazdaspeed Co. Ltd.                            | Yoshimi Katayama Yojiro Terada Takashi Yorino                     | Mazda 737C                         | D     | 263   |
| 24    | C2        | 85  | Mazdaspeed Co. Ltd.                            | Yoshimi Katayama Yojiro Terada Takashi Yorino                     | Mazda 13B 1.3L 2-Rotor             | D     | 263   |
| N. c. | C2        | 77  | Spice Engineering                              | Tim Lee-Davey Neil Crang Tony Lanfranchi                          | Tiga GC84                          | D     | 225   |
| N. c. | C2        | 77  | Spice Engineering                              | Tim Lee-Davey Neil Crang Tony Lanfranchi                          | Ford Cosworth DFV 3.0L V8          | D     | 225   |
| N. c. | C2        | 74  | Team Labatt's ( Gebhardt Motorsport)           | Frank Jelinski John Graham Nick Adams                             | Gebhardt JC853                     | A     | 213   |
| N. c. | C2        | 74  | Team Labatt's ( Gebhardt Motorsport)           | Frank Jelinski John Graham Nick Adams                             | Ford Cosworth DFV 3.0L V8          | A     | 213   |
| N. c. | C2        | 98  | Roy Baker-Ford                                 | François Duret David Andrews Duncan Bain                          | Tiga GC284                         | A     | 149   |
| N. c. | C2        | 98  | Roy Baker-Ford                                 | François Duret David Andrews Duncan Bain                          | Ford Cosworth BDT 1.7L Turbo I4    | A     | 149   |
| N. c. | C2        | 93  | Automobiles Louis Descartes                    | Louis Descartes Jacques Heuclin Daniel Hubert                     | ALD 01                             | A     | 140   |
| N. c. | C2        | 93  | Automobiles Louis Descartes                    | Louis Descartes Jacques Heuclin Daniel Hubert                     | BMW M88 3.5L I6                    | A     | 140   |
| Abd.  | C1        | 18  | Brun Motorsport                                | Massimo Sigala Oscar Larrauri Gabriele Tarquini                   | Porsche 956                        | D     | 323   |
| Abd.  | C1        | 18  | Brun Motorsport                                | Massimo Sigala Oscar Larrauri Gabriele Tarquini                   | Porsche Type-935 2.6L Turbo Flat-6 | D     | 323   |
| Abd.  | C1        | 19  | Brun Motorsport                                | Walter Brun Joël Gouhier Didier Theys                             | Porsche 962C                       | D     | 304   |
| Abd.  | C1        | 19  | Brun Motorsport                                | Walter Brun Joël Gouhier Didier Theys                             | Porsche Type-935 2.6L Turbo Flat-6 | D     | 304   |
| Abd.  | C1        | 3   | Rothmans Porsche                               | Al Holbert Vern Schuppan John Watson                              | Porsche 962C                       | D     | 299   |
| Abd.  | C1        | 3   | Rothmans Porsche                               | Al Holbert Vern Schuppan John Watson                              | Porsche Type-935 2.6L Turbo Flat-6 | D     | 299   |
| Abd.  | C1        | 31  | Primagaz                                       | Pierre Yver Pierre-François Rousselot François Sérvanin           | Rondeau M382                       | D     | 286   |
| Abd.  | C1        | 31  | Primagaz                                       | Pierre Yver Pierre-François Rousselot François Sérvanin           | Ford Cosworth DFV 3.0L V8          | D     | 286   |
| Abd.  | C1        | 8   | New Man-Joest Racing ( Joest Racing)           | Paul Belmondo Mauricio de Narváez Kenper Miller                   | Porsche 956                        | D     | 277   |
| Abd.  | C1        | 8   | New Man-Joest Racing ( Joest Racing)           | Paul Belmondo Mauricio de Narváez Kenper Miller                   | Porsche Type-935 2.6L Turbo Flat-6 | D     | 277   |
| Abd.  | C2        | 80  | Carma F.F.                                     | Martino Finotto Aldo Bertuzzi Guido Dacco                         | Alba AR6                           | A     | 228   |
| Abd.  | C2        | 80  | Carma F.F.                                     | Martino Finotto Aldo Bertuzzi Guido Dacco                         | Carma FF 1.9L Turbo I4             | A     | 228   |
| Abd.  | GTP       | 40  | Group 44- Jaguar                               | Brian Redman Hurley Haywood Jim Adams                             | Jaguar XJR-5                       | G     | 151   |
| Abd.  | GTP       | 40  | Group 44- Jaguar                               | Brian Redman Hurley Haywood Jim Adams                             | Jaguar 6.0L V12                    | G     | 151   |
| Abd.  | C1        | 67  | Jean-Philippe Grand ( Graff Racing)            | Patrick Gonin Pascal Witmeur Pierre de Thoisy                     | Rondeau M482                       | M     | 143   |
| Abd.  | C1        | 67  | Jean-Philippe Grand ( Graff Racing)            | Patrick Gonin Pascal Witmeur Pierre de Thoisy                     | Ford Cosworth DFL 3.3L V8          | M     | 143   |
| Abd.  | C1        | 38  | Dome Toyota                                    | Eje Elgh Geoff Lees Toshio Suzuki                                 | Dome 85C                           | D     | 141   |
| Abd.  | C1        | 38  | Dome Toyota                                    | Eje Elgh Geoff Lees Toshio Suzuki                                 | Toyota 4T-GT 2.1L Turbo I4         | D     | 141   |
| Abd.  | C2        | 90  | Jens Winther                                   | Jens Winther David Mercer Margie Smith-Haas                       | URD C83                            | A     | 141   |
| Abd.  | C2        | 90  | Jens Winther                                   | Jens Winther David Mercer Margie Smith-Haas                       | BMW M88 3.5L I6                    | A     | 141   |
| Abd.  | B         | 157 | Angelo Pallavicini                             | Enzo Calderari Angelo Pallavicini Marco Vanoli                    | BMW M1                             | A     | 116   |
| Abd.  | B         | 157 | Angelo Pallavicini                             | Enzo Calderari Angelo Pallavicini Marco Vanoli                    | BMW M88 3.5L I6                    | A     | 116   |
| Abd.  | B         | 156 | Raymond Touroul                                | Raymond Touroul Thierry Perrier Philippe Dermagne                 | Porsche 911SC                      | P     | 107   |
| Abd.  | B         | 156 | Raymond Touroul                                | Raymond Touroul Thierry Perrier Philippe Dermagne                 | Porsche 3.0L Flat-6                | P     | 107   |
| Abd.  | C1        | 43  | WM-Peugeot                                     | Claude Haldi Roger Dorchy Jean-Claude Andruet                     | WM P83B                            | M     | 73    |
| Abd.  | C1        | 43  | WM-Peugeot                                     | Claude Haldi Roger Dorchy Jean-Claude Andruet                     | Peugeot PRV 2.8L Turbo V6          | M     | 73    |
| Abd.  | C2        | 104 | Blanchet Locatop                               | Michel Dubois Hubert Striebig Noël del Bello                      | Rondeau M379                       | A     | 65    |
| Abd.  | C2        | 104 | Blanchet Locatop                               | Michel Dubois Hubert Striebig Noël del Bello                      | Ford Cosworth DFV 3.0L V8          | A     | 65    |
| Abd.  | C1        | 24  | Cheetah Switzerland                            | Bernard de Dryver Claude Bourgoignie John Cooper                  | Cheetah G604                       | D     | 53    |
| Abd.  | C1        | 24  | Cheetah Switzerland                            | Bernard de Dryver Claude Bourgoignie John Cooper                  | Aston Martin-Tickford 5.3L V8      | D     | 53    |
| Abd.  | C2        | 79  | Ecurie Ecosse                                  | Mike Wilds Ray Mallock David Leslie                               | Ecosse (RML) C285                  | A     | 45    |
| Abd.  | C2        | 79  | Ecurie Ecosse                                  | Mike Wilds Ray Mallock David Leslie                               | Ford Cosworth DFV 3.0L V8          | A     | 45    |
| Abd.  | C1        | 46  | Bussi Racing                                   | Christian Bussi (de) Jack Griffin Marion L. Speer                 | Rondeau M482                       | M     | 36    |
| Abd.  | C1        | 46  | Bussi Racing                                   | Christian Bussi (de) Jack Griffin Marion L. Speer                 | Ford Cosworth DFL 3.3L V8          | M     | 36    |
| Abd.  | B         | 152 | Claude Haldi ( Vogelsang)                      | Harald Grohs Altfrid Heger Kurt Köning                            | BMW M1                             | A     | 32    |
| Abd.  | B         | 152 | Claude Haldi ( Vogelsang)                      | Harald Grohs Altfrid Heger Kurt Köning                            | BMW M88 3.5L I6                    | A     | 32    |
| Abd.  | C2        | 100 | Chevron Racing                                 | Richard Jones (en) Robin Smith Max Cohen-Olivar                   | Chevron B62                        | A     | 19    |
| Abd.  | C2        | 100 | Chevron Racing                                 | Richard Jones (en) Robin Smith Max Cohen-Olivar                   | Ford Cosworth DFL 3.3L V8          | A     | 19    |
| Abd.  | C2        | 82  | Grifo Autoracing                               | Paolo Giangrossi Pasquale Barberio Mario Radicella                | Alba AR3                           | D     | 5     |
| Abd.  | C2        | 82  | Grifo Autoracing                               | Paolo Giangrossi Pasquale Barberio Mario Radicella                | Ford Cosworth DFL 3.3L V8          | D     | 5     |
| Dsq.  | C1        | 41  | WM-Peugeot                                     | Jacques Barberot "Panic" Pascal Pessiot Dominique Fornage         | WM P83B                            | M     | 266   |
| Dsq.  | C1        | 41  | WM-Peugeot                                     | Jacques Barberot "Panic" Pascal Pessiot Dominique Fornage         | Peugeot PRV 2.6L Turbo V6          | M     | 266   |
| N. p. | C1        | 61  | Sauber Racing                                  | John Nielsen Dieter Quester Max Welti                             | Sauber C8                          | D     | 0     |
| N. p. | C1        | 61  | Sauber Racing                                  | John Nielsen Dieter Quester Max Welti                             | Mercedes-Benz 5.0L Turbo V8        | D     | 0     |
| N. p. | C2        | 81  | Carma F.F.                                     | Loris Kessel Ruggero Melgrati (pl) Aldo Bertuzzi Jean-Pierre Frey | Alba AR2                           | A     | 0     |
| N. p. | C2        | 81  | Carma F.F.                                     | Loris Kessel Ruggero Melgrati (pl) Aldo Bertuzzi Jean-Pierre Frey | Carma FF 1.9L Turbo I4             | A     | 0     |
| N. p. | C2        | 97  | Bo Strandell                                   | Stanley Dickens Martin Schanche                                   | Strandell (Toj) 85                 | A     | 0     |
| N. p. | C2        | 97  | Bo Strandell                                   | Stanley Dickens Martin Schanche                                   | Porsche 3.3L Turbo Flat-6          | A     | 0     |
| N. q. | C2        | 106 | Bruno Sotty                                    | Martin Wagenstätter Kurt Hild                                     | Lotec (Toj) C302                   | D     |       |
| N. q. | C2        | 106 | Bruno Sotty                                    | Martin Wagenstätter Kurt Hild                                     | Ford Cosworth DFV 3.0L V8          | D     |       |
| N. q. | C1        | 55  | John Fitzpatrick Racing                        | Kenny Acheson Dudley Wood Jean-Louis Schlesser                    | Porsche 962C                       | Y     |       |
| N. q. | C1        | 55  | John Fitzpatrick Racing                        | Kenny Acheson Dudley Wood Jean-Louis Schlesser                    | Porsche Type-935 2.6L Turbo Flat-6 | Y     |       |

Détails :
- La no 77 Tiga GC 84, la no 74 Genhardt JC2/853, la no 98 Tiga GC284 et la no 93 ALD C2/01 n'ont pas été classées pour distance parcourue insuffisante (moins de 70 % de la distance parcourue par le 1er de l'épreuve).
- La no 41 WM P85 a été disqualifiée pour avoir été contrôlée, après la course, avec un poids insuffisant.

## Pole position et record du tour
- Pole position : Hans-Joachim Stuck sur no 2 Porsche 962 C - Rothmans Porsche en 3 min 14 s 88 (251,712 km/h)
- Meilleur tour en course : Jacky Ickx sur no 2 Porsche 962 C - Rothmans Porsche en 3 min 25 s 01 (239,274 km/h) au soixante-seizième tour[3]

## Heures en tête
Voitures figurant en tête de l'épreuve à la fin de chaque heure de course :
| n° | Voiture     | Écurie                  | Pilotes                                    | Heures   | Total |
| -- | ----------- | ----------------------- | ------------------------------------------ | -------- | ----- |
| 33 | Porsche 956 | John Fitzpatrick Racing | Jo Gartner David Hobbs Guy Edwards         | 1re      | 1     |
| 14 | Porsche 956 | Richard Lloyd Racing    | Jonathan Palmer James Weaver Richard Lloyd | 2e       | 1     |
| 7  | Porsche 956 | Joest Racing            | Klaus Ludwig Paolo Barilla John Winter     | 3e à 24e | 22    |

## À noter
- Longueur du circuit : 13,626 km
- Distance parcourue : 5 088,510 km
- Vitesse moyenne : 212,021 km/h
- Écart avec le 2e : 41,060 km
- 150 000 spectateurs